# Donald Cohan
Pour les articles homonymes, voir Cohan (homonymie).
Donald Smith Cohan est un skipper américain né le 24 février 1930 à New York et mort le 20 octobre 2018.

## Carrière
Donald Cohan remporte, lors des Jeux olympiques d'été de 1972 à Munich, la médaille de bronze dans la catégorie des Dragon.